# Tabarestan

Carte du Tabaristan

Le Tabarestan ou Tabaristan est une région historique d'Iran. Elle s'étendait du sud et sud-est de la mer Caspienne sur un territoire de 500 km de long sur 70 km de large. Elle correspond aux provinces actuelles de Mazandéran, Gilan, Golestan et au nord de la province Semnan, ainsi qu'une petite région du Turkménistan.
Elle est également connue pour avoir été le lieu de naissance de Tabarî, un historien et exégète (tafsir) perse de confession musulmane sunnite.
Tapuri ou Tapyri  étaient une tribu des Mèdes au sud de la mer Caspienne mentionnée par Ptolémée et Arrien .  Ctesias fait référence au pays de Tapuri entre les deux terres de Cadusii et Hyrcania .
Le nom et les habitations probables des Tapuri semblent, à différentes périodes de l'histoire, s'être étendus le long d'un vaste espace de pays depuis l'Arménie jusqu'à la rive orientale de l'Oxus. Strabon les place le long des portes de la Caspienne et de Rhagès, en Parthie  ou entre les Derbices et Hyrcani  ou en compagnie des Mardes et d'autres peuples le long des rives sud de la Caspienne ;  dans laquelle dernière vue Curtius, Dionysius et Pline peuvent être considérés comme coïncidant. 
Ptolémée en un endroit les compte parmi les tribus de Médie, et en un autre les attribue à Margiane.  
Leur nom est écrit avec quelques différences chez différents auteurs; ainsi Τάπουροι et Τάπυροι apparaissent dans Strabon ; Tapuri dans Pline et Curtius ; Τάπυρροι dans Steph. B. sub voce.
Il ne fait aucun doute que l'actuel quartier de Tabarestan tire son nom d'eux.
Enfin, Aelian donne une description particulière des Tapuri qui habitaient en Médie.